# 安西冬衛

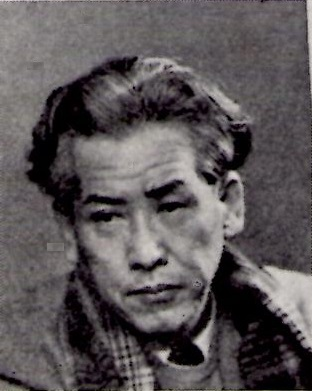
安西冬衛

安西 冬衛（あんざい ふゆえ、1898年（明治31年）3月9日 - 1965年（昭和40年）8月24日）は、日本の詩人である。本名は勝（まさる）。奈良県奈良市出身。
大連で北川冬彦らと詩誌「亞」を創刊。その後、「詩と詩論」の創刊に参加、新しい散文詩運動を推進した。詩集に『軍艦茉莉』(1929年)、『亜細亜の鹹湖』(1933年)、『韃靼海峡と蝶』(1947年)などがある。

## 略歴
旧岸和田藩士の子として生まれる。麹町小学校、堺中学校（現・大阪府立三国丘高等学校）卒業。1920年、父の赴任先であり当時日本の租借地であった大連に渡る。翌1921年、関節炎を患い右脚を切断、文学に興味を示し、1924年11月、北川冬彦らと詩誌「亞」を大連で創刊。その後「軍艦茉莉」「亜細亜の鹹湖」「渇ける神」等の詩集を出すかたわら「詩と詩論」「文学」等に拠り活動、現代詩人会会員として終わる。「春」と題した一行詩が有名。
1965年8月24日、尿毒症のため大阪府高槻市の大阪医科大学附属病院で死去。67歳没。戒名は法勝院乗願冬衛居士。墓所は高野山奥の院。
岸和田市立岸城中学校、堺市立浅香山中学校、大阪府立枚方高等学校の校歌、大阪府立泉陽高等学校の生徒歌の作詞をした。

## 著書
- 『軍艦茉莉』現代の芸術と批評叢書 厚生閣書店 1929
- 『亜細亜の鹹湖　詩集』ボン書店 1933
- 『渇ける神　詩集』椎の木社 1933
- 『大学の留守 詩集』湯川弘文社 1943
- 『桜の実 随筆・小品・日記』新史書房 1946
- 『韃靼海峡と蝶　詩集』文化人書房 1947
- 『座せる闘牛士　詩集』不二書房 1949
- 『安西冬衛全詩集』思潮社 1966
- 『安西冬衛全集』全10巻別巻1 山田野理夫編 宝文館出版 1977-84